# Brokeback Mountain (ścieżka dźwiękowa)
Ścieżka dźwiękowa filmu Tajemnica Brokeback Mountain – zbiór utworów muzycznych towarzyszących temu obrazowi filmowemu złożony z oryginalnych kompozycji argentyńskiego muzyka Gustavo Santaolalli oraz piosenek country. Wartość artystyczna oryginalnych utworów została zauważona przez krytyków filmowych, czego wyrazem było kilka nagród branżowych za muzykę do filmu, m.in. nagroda amerykańskiej Akademii Filmowej i Złoty Glob.
Po premierze filmu ścieżka dźwiękowa znalazła się na opublikowanym przez Verve Forecast Records w 2005 r. singlu CD oraz albumie muzycznym. Pod nazwą Brokeback Mountain w 2005 r. została nagrana również inna płyta długogrająca z muzyką filmową. Wydano ją w cyklu „Wonderful Music” umieszczając na niej te same utwory, co w albumie Verve Forecast Records w wykonaniu Global Stage Orchestra.

## Muzyka w filmie
Kompozytorem i wykonawcą oryginalnych utworów jest Gustavo Santaolalla. Kompozycje te to utwory instrumentalne oparte na prostych, wręcz minimalistycznych tematach muzycznych. Spokojne, akustyczne brzmienia gitary podające muzyczną frazę, omawiane są dźwiękami smyczków, gitary elektrycznej lub nikłym brzmieniami elektronicznymi. Delikatna, przestrzenna muzyka współgra z filmowanymi rozległymi pejzażami i podkreśla subtelny materiał scenariuszowy, otaczając dźwiękiem widza mającego patrzeć na filmowe sekwencje. W recenzjach podkreśla się wyjątkowość brzmień Santaolalli, którym bliżej jest tu do stylistyki Preisnera niż do typowej hollywoodzkiej muzyki filmowej.
W filmie wykorzystano również utwory muzyki country w standardowych kompozycjach. Pojawiają się głównie w sekwencjach kręconych w scenerii miasta, jako muzyka dobiegająca z radia, grana w barze lub podczas tańców. Utwory te podkreślają czas i miejsce w których toczy się akcja filmu.

### Piosenka
Piosenką filmową Brokeback Mountain jest utwór A Love That Will Never Grow Old (Miłość która się nigdy nie zestarzeje) w wykonaniu Emmylou Harris. Muzykę do niej skomponował Gustavo Santaolalla, a autorem tekstu jest Bernie Taupin. Piosenka ta, stylizowana na balladę, w filmie pojawia się jeden raz – w scenie samochodowej podróży jednego z głównych bohaterów, Jacka Twista do Meksyku.

### Nagrody
W 2006 r. muzyką do filmu Brokeback Mountain Gustavo Santaolalla zdobył nagrodę „Oscara” w kategorii największego osiągnięcia w oryginalnej muzyce skomponowanej do filmu. Ponadto soundtrack z tego filmu zdobył kilka innych branżowych nagród:
- 2005:
  - Sierra Award (nagroda Las Vegas Film Critics Society)
  - Satellite Award (nagroda Międzynarodowej Akademii Prasowej)
- 2006:
  - BMI Film Music Award (nagroda BMI Film & TV)
  - Złoty Glob (nagroda Hollywoodzkiego Stowarzyszenia Prasy Zagranicznej)
  - OFCS Award (nagroda Online Film Critics Society)
  - Public Choice Award (nagroda World Soundtrack Awards)

W 2007 Gustavo Santaolallę nominowano także do nagrody Grammy.

### Pełna lista utworów
| Nr | Utwór                                                                             | Wykonawcy | Autorzy | Sekwencje filmowe |
| -- | --------------------------------------------------------------------------------- | --- | --- | --- |
| 1  | Fanfary Universal Pictures                                                        | | | Plansza początkowa Universal Pictures. |
| 2  | Fanfary Focus Features                                                            | | | Plansza początkowa Focus Features. |
| 3  | Fanfary River Road Entertainment                                                  | | | Plansza początkowa River Road Entertainment. |
| 4  | Opening                                                                           | Gustavo Santaolalla | Gustavo Santaolalla | Początek filmu, Ennis przyjeżdża do Signal w Wyoming. |
| 5  | Brokeback Mountain #1                                                             | Gustavo Santaolalla | Gustavo Santaolalla | Jack i Ennis wybierają się w podróż ze stadem. |
| 6  | Camp                                                                              | Gustavo Santaolalla | Gustavo Santaolalla | Jack i Ennis gonią owce i zakładają pierwsze obozowisko na Brokeback Mountain. |
| 7  | Riding Horses (ten sam jak nr 36)                                                 | Gustavo Santaolalla | Gustavo Santaolalla | Jack wyjeżdża z obozowiska, drzemka z owcami, Ennis rzeźbi drewnianego konia podczas deszczu, „Nigdy więcej fasoli”, Ennis myje niebieski dzbanek do kawy w potoku. |
| 8  | The Cowboy’s Lament (znany również jako The Streets of Laredo)                    | Heath Ledger | Tradycyjna | Ennis mruczy melodię na grzbiecie konia tuż przed natknięciem się na niedźwiedzia w czasie podróży. |
| 9  | Carrying Sheep                                                                    | Gustavo Santaolalla | Gustavo Santaolalla | Montaż: Jack zasypia na pniu, ustawianie drugiego obozowiska, komentarz „Namiot nie wygląda dobrze”. |
| 10 | Harmonica #1                                                                      | Gustavo Santaolalla | Gustavo Santaolalla | Jack gra na harmonijce frazę „He was a Friend of Mine” (nr 53 na tej liście). |
| 11 | Water Walking Jesus                                                               | | komp. James McMurtry, Stephen Bruton i Annie Proulx | Jack i Ennis rozmawiają o religii przy ognisku. |
| 12 | Getting Drunk                                                                     | Gustavo Santaolalla | Gustavo Santaolalla | Ennis pijany podrzuca butelkę whisky, po czym zasypia na zewnątrz przy ognisku. |
| 13 | Horse Love                                                                        | Gustavo Santaolalla | Gustavo Santaolalla | Ennis wyjeżdża z obozowiska, znalezienie martwej owcy, dołącza do Jacka spoglądającego na łąkę, namiętna scena w namiocie nocą w obozowisku, Joe Aquirre podgląda Jacka i Ennisa przez lornetkę. |
| 14 | Harmonica #2                                                                      | Gustavo Santaolalla | Gustavo Santaolalla | Jack gra na harmonijce „He was a Friend of Mine” (nr 53 na tej liście) na grzbiecie konia po rozdzieleniu wymieszanych stad owiec. |
| 15 | Crying in Alley                                                                   | Gustavo Santaolalla | Gustavo Santaolalla | Ennis załamuje się, szlocha i wymiotuje, w uliczce w Signal w Wyoming. |
| 16 | Snow                                                                              | Gustavo Santaolalla | Gustavo Santaolalla | Jazda Ennisa i Almy sankami, Ennis i Timmy rozkładają asfalt, Alma i Ennis oglądają film w kinie samochodowym. |
| 17 | Jukebox                                                                           | Ken Strange, Randall Pugh, Ron Guffnett | Ken Strange, Randall Pugh, Ron Guffnett | Muzyka w radiu w pikapie Jacka kiedy ten przyjeżdża do Signal w 1964. |
| 18 | Trust in Lies                                                                     | The Raven Shadows z towarzyszeniem Tima Fergusona | Rick Garcia i Craig Eastman | Jack próbuje kupić Jimbo piwo. |
| 19 | Battle Hymn of The Republic (John Brown’s Body)                                   | Casey Smith, Darrell Croft, Lloyd Pollock, Peter Orr i Ken Hart | Tradycyjna | Wytęp amatorskiej grupy przed pokazem fajerwerków na 4 lipca. |
| 20 | I Will Never Let You Go                                                           | Jackie Green | Gustavo Santaolalla | Jack poznaje Laurien w Rodeo Dance (instrumentalna wersja w napisach jako I Won’t Let You Go w wyk. Santaolalli). |
| 21 | No One’s Gonna Love You Like Me                                                   | Mary McBride | Gustavo Santaolalla | Jack i Laurien tańczą na Rodeo Dance. |
| 22 | All Night Blues                                                                   | The Raven Shadows | Rick Garcia i Craig Eastman | Piosenka grająca cicho w radiu samochodowym Laurien. |
| 23 |                                                                                   | | | Melodia pozytywki w przedszkolu. |
| 24 | Post Office                                                                       | Gustavo Santaolalla | Gustavo Santaolalla | Ennis wysyła Jackowi pocztówkę z napisem 'You bet' ('Jasne') |
| 25 | Kiss                                                                              | Gustavo Santaolalla | Gustavo Santaolalla | Ennis i Jack wrócili do Riverton. |
| 26 | Brokeback Mountain #2                                                             | Gustavo Santaolalla | Gustavo Santaolalla | Alma płacze, gdy Ennis i Jack odjeżdżają, ich przyjazd i skoki nago z urwiska do jeziora, „Mogłoby tak być zawsze”, scena przy ognisku. |
| 27 | Flashback                                                                         | Gustavo Santaolalla | Gustavo Santaolalla | Ennis opisuje Richa i Earla. |
| 28 | The Wings                                                                         | Gustavo Santaolalla | Gustavo Santaolalla | Alma i Ennis awanturują się przed ich córkami bawiącymi się na huśtawkach. |
| 29 | Tractors (wersja The Wings)                                                       | Gustavo Santaolalla | Gustavo Santaolalla | Jack prezentuje nowy kombajn, Alma czyta kartkę od Jacka, Jack szuka niebieskiej kurtki (na 1:13:55). |
| 30 | You Are Late                                                                      | Gustavo Santaolalla | Gustavo Santaolalla | Ennis przywozi konie ciężarówką, Jack mówi „Spóźniłeś się”, Scena jazdy konnej, Jack i mały Bobby jadą „bez trzymania” w wielkim traktorze, Ennis karmi bydło sianem. |
| 31 | King of the Road                                                                  | Roger Miller | Roger Miller | Jack śpiewa z radiem kiedy jedzie z wizytą do Ennisa (uwaga: wersję Roggera Millera słychać w filmie, wersja płytowa jest wykonywana przez Teddy’ego Thompsona i Rufusa Wainwrighta). |
| 32 | A Love That Will Never Grow Old                                                   | Emmylou Harris | muz. Gustavo Santaolalla, sł. Bernie Taupin | Jack opuszcza Ennisa i jedzie autostradą na południe do granicy z Meksykiem. |
| 33 | Quizas, Quizas, Quizas                                                            | Rick Garcia | Osvaldo Farrés | Jack podrywa chłopaka w Juarez w Meksyku. |
| 34 | Capriccio espagnol opus 34                                                        | wyk. Philharmonia Slavonica | Nikołaj Rimski-Korsakow | Muzyka do jazdy figurowej w telewizji podczas Święta Dziękczynienia u Almy i Monroego. |
| 35 | Mason Dixon Line                                                                  | Jeff Wilson | Jeff Wilson | Muzyka z baru podczas bójki na ulicy. |
| 36 | Riding Horses                                                                     | Gustavo Santaolalla | Gustavo Santaolalla | Jack i Ennis jadą końmi, obozowisko nad rzeką, Ennis myje dzbanek do kawy w potoku. |
| 37 | For What It’s Worth                                                               | | Stephen Stills / Buffalo Springfield | Wzmiankująca tytuł kwestia mówiona przez Jacka, ale samej piosenki nie słychać w filmie. |
| 38 | The Devil’s Right Hand                                                            | Steve Earle | Steve Earle | Ennis spotyka Cassie Cartwright w barze Riverton. |
| 39 | It’s So Easy                                                                      | Linda Ronstadt | Buddy Holly | Ennis i Cassie w barze Riverton. |
| 40 | An Angel Went Up in Flames                                                        | The Gas Band | Gustavo Santaolalla | Taniec na Childress Benefit Dance. |
| 41 | I Don’t Want to Say Goodbye                                                       | Teddy Thompson | Gustavo Santaolalla | Jack tańczy z Lashawn na Benefit Dance. |
| 42 | D-I-V-O-R-C-E                                                                     | Tammy Wynette | Bobby Braddock i Curly Putman | Ennis, Cassie i mała Alma w barze Riverton. |
| 43 | Melissa                                                                           | The Allman Brothers | Stephen Alaimo i Gregg Allman | Ennis, Cassie i mała Alma w barze Riverton. |
| 44 | I’ll Be Gone                                                                      | Terry Gadsden i Fred Kinck Petersen | Terry Gadsden i Fred Kinck Petersen | Piosenka lekko słyszalna w radiu ciężarówki Ennisa, kiedy wraca do domu i odwozi młodszą Almę. |
| 45 | Brokeback Mountain #3                                                             | Gustavo Santaolalla | Gustavo Santaolalla | Ostatnia wyprawa Ennisa i Jacka, sprzeczka nad jeziorem, retrospektywna scena szczęśliwych dni w 1963. |
| 46 |                                                                                   | | | Ennis brzęczy nieznaną melodię Jackowi w retrospektywnej scenie. |
| 47 | I’m Always on a Mountain When I Fall                                              | Merle Haggard | Merle Haggard | Cassie konfrontuje Ennisa na przystanku autobusowym. |
| 48 | Jack Deceased                                                                     | Gustavo Santaolalla | Gustavo Santaolalla | Ennis odbiera pocztę i odkrywa stempel „Adresat nie żyje” na zwróconej mu pocztówce. |
| 49 | The Dying Hobo / Big Rock Candy Mountain (dwie formy tej samej piosenki folkowej) | Zacytowane w filmie słowa piosenki użyte są w dialogu, chociaż samej piosenki nie słychać w filmie. Kwestia mówiona przez Lureen „Gdzie śpiewają niebieskie ptaki i płynie whisky” („Where bluebirds sing and there’s a whisky spring”) związana jest ze słowami z refrenu piosenki „Nad źródłami lemoniady, tam gdzie śpiewają niebieskie ptaki, na wielkiej cukierkowej górze” („At the lemonade springs, Where the bluebird sings, On the big rock candy mountain”) (słowa z 1906 roku). | Zacytowane w filmie słowa piosenki użyte są w dialogu, chociaż samej piosenki nie słychać w filmie. Kwestia mówiona przez Lureen „Gdzie śpiewają niebieskie ptaki i płynie whisky” („Where bluebirds sing and there’s a whisky spring”) związana jest ze słowami z refrenu piosenki „Nad źródłami lemoniady, tam gdzie śpiewają niebieskie ptaki, na wielkiej cukierkowej górze” („At the lemonade springs, Where the bluebird sings, On the big rock candy mountain”) (słowa z 1906 roku). | Zacytowane w filmie słowa piosenki użyte są w dialogu, chociaż samej piosenki nie słychać w filmie. Kwestia mówiona przez Lureen „Gdzie śpiewają niebieskie ptaki i płynie whisky” („Where bluebirds sing and there’s a whisky spring”) związana jest ze słowami z refrenu piosenki „Nad źródłami lemoniady, tam gdzie śpiewają niebieskie ptaki, na wielkiej cukierkowej górze” („At the lemonade springs, Where the bluebird sings, On the big rock candy mountain”) (słowa z 1906 roku). |
| 50 | Closet                                                                            | Gustavo Santaolalla | Gustavo Santaolalla | Ennis odkrywa dwie koszule w szafie Jacka, opuszcza dom Twistów, ciężarówka jedzie po autostradzie. |
| 51 | Eyes of Green                                                                     | Jeff Wilson | | Piosenka słyszana w radiu samochodowym młodej Almy kiedy wraca od Ennisa. |
| 52 | Ending (wersja The Wings)                                                         | Gustavo Santaolalla | Gustavo Santaolalla | Ennis w szafie (na 2:06:56). |
| 53 | He Was a Friend of Mine                                                           | Willie Nelson | Bob Dylan | Napisy końcowe. |
| 54 | The Maker Makes                                                                   | Rufus Wainwright | Rufus Wainwright | Dalej podczas napisów końcowych. |

## Album muzyczny
Album muzyczny towarzyszący dystrybucji filmu został wydany w 2005 r. przez Verve Forecast Records pod numerem kat. 560402. Oprócz filmowej piosenki w wykonaniu Emmylou Harris, płyta zawiera tylko 13 minut oryginalnej, instrumentalnej muzyki ilustracyjnej filmu. Pozostałe utwory są muzyki country w standardowym brzmieniu, których pojawienie się w filmie podyktowane było miejscem filmowej akcji. Dwa spośród utworów z płyty (He Was a Friend of Mine i The Maker Makes) są obecne w filmie tylko w napisach końcowych.
Album rozszedł się w nakładzie 300 000 egzemplarzy na świecie i 100 000 w Stanach Zjednoczonych.

### Lista utworów
1. Opening (instrumentalny) – 1:31
2. Willie Nelson – He Was a Friend of Mine, komp. Bob Dylan – 4:39
3. Brokeback Mountain (instrumentalny) – 2:32
4. Emmylou Harris – A Love That Will Never Grow Old, muz. Gustavo Santaolalla, tekst Bernie Taupin – 3:20
5. Teddy Thompson i Rufus Wainwright – King of the Road, komp. Roger Miller – 2:52
6. Snow (instrumentalny) – 1:18
7. Steve Earle – The Devil’s Right Hand, komp. Steve Earle – 2:34
8. Mary McBride – No One’s Gonna Love You Like Me, komp. Gustavo Santaolalla – 3:06
9. Brokeback Mountain 2 (instrumentalny) – 1:59
10. Teddy Thompson – I Don’t Want to Say Goodbye, muz. Gustavo Santaolalla, tekst Bernie Taupin – 3:12
11. Jackie Greene – I Will Never Let You Go, muz. Gustavo Santaolalla, tekst Jeremy Spillman – 1:55
12. Riding Horse’s (instrumentalny) – 1:24
13. The Gas Band – An Angel Went Up in Flames, komp. Gustavo Santaolalla – 2:36
14. Linda Ronstadt – It’s So Easy, komp. Buddy Holly i Norman Petty – 2:27
15. Brokeback Mountain 3 (instrumentalny) – 2:14
16. Rufus Wainwright – The Maker Makes, komp. Rufus Wainwright – 3:50
17. The Wings (instrumentalny) – 1:52

### Okładka
Na obwolucie płyty znajduje się plakat filmowy ze zdjęciem głównych bohaterów filmu, przycięty do formatu okładki.

## Singel
Przed premierą albumu z muzyką filmową wytwórnia Verve Records wydała na płycie CD singel z trzema remiksami utworu Gustavo Santaolalli The Wings:
1. The Wings – Gabriel & Dresden's Organized Nature
2. The Wings – Manny Lehman, Tony Moran & Warren Rigg Collaboration
3. The Wings – Manny Lehman